# Centro tecnico Niccolò Galli
Il centro tecnico "Niccolò Galli", noto anche come Casteldebole per via del rione in cui sorge, è un centro sportivo di Bologna, di proprietà della società di calcio italiana Bologna Football Club 1909.
La struttura ospita, dal 1976, gli allenamenti della prima squadra e gran parte delle attività del settore giovanile, oltre ad essere la sede del club.
Il centro d'allenamento si trova in via di Casteldebole 10, nel quartiere Borgo Panigale-Reno del capoluogo emiliano.

## Storia
Il centro tecnico, intitolato dal 2001 a Niccolò Galli, figlio di Giovanni, deceduto in un incidente stradale in motorino mentre tornava a casa da un allenamento, è situato nella frazione della Città metropolitana di Bologna di Casteldebole, in via Casteldebole al civico numero 10. È stato costruito nel 1972, e nel 1976 il Bologna ha cominciato ad allenarvisi. Dal 1994 è diventato la sede sociale della società.
Nel dicembre del 2016 il Bologna diviene proprietario della struttura, acquisendone la proprietà dalla Galotti S.p.A..
Successivamente all'acquisto, il centro viene ristrutturato nel 2017 con la realizzazione di un nuovo edificio di 2000 metri quadri riservato all'area tecnica, di nuovi campi di allenamento destinati al settore giovanile e migliorie all'edificio principale esistente, per un costo complessivo dell'operazione stimato in circa 10 milioni di euro.

## Struttura

### Area sportiva

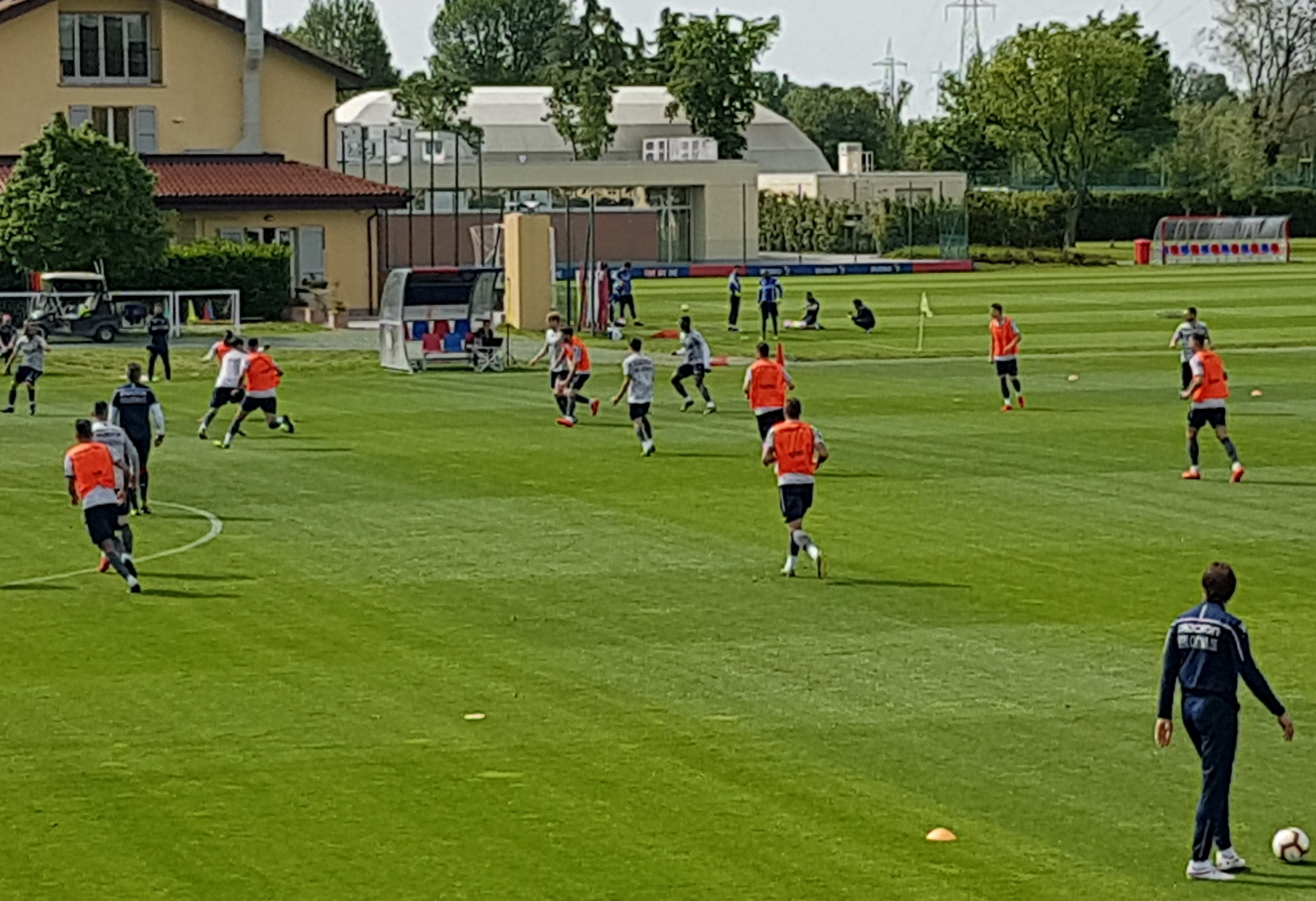
Il in allenamento sul campo principale nel 2019

L'area sportiva del centro è composta dai seguenti campi da gioco:
- Sei campi da calcio regolamentari, dei quali quattro dotati di illuminazione notturna. Nel dettaglio:
  - Tre campi in erba naturale;
  - Tre campi in erba sintetica;
- Due campi da calcio ridotti;
- Un campo da calcio a 5 con sponde;
- Un campo da tennis scoperto, in terra rossa.

### Area direzionale
L'area direzionale del centro è composta dai seguenti edifici:
- Palazzina principale, al cui interno sono collocati:
  - Palestra certificata FIBA;[5]
  - Sala mensa, separata per la prima squadra e per la squadra primavera, con cucina;[5]
  - Area relax per la prima squadra.[5]
- Nuova palazzina spogliatoi, collegata sul fronte ovest ai campi da gioco, al cui interno sono collocati divisi in due zone (sud per la prima squadra e nord per le squadre giovanili):[5]
  - Spogliatoi per atleti prima squadra (33 posti e 18 docce);[5]
  - Sale di soggiorno e riunione prima squadra;[5]
  - Un'area medica per la prima squadra che comprende una sala fisioterapica ed una per idroterapia per il recupero degli infortunati;[5]
  - Cinque spogliatoi per gli atleti delle squadre giovanili, da 32 posti ciascuno;
  - Uffici e sala riunioni per le squadre giovanili;[5]
  - Spogliatoi istruttori, raggruppati in 2 nuclei per tecnico e collaboratori della prima squadra e per gli istruttori del settore giovanile;[5]
  - Studio medico per le squadre giovanili;[5]
  - Due studi di Pronto Soccorso, uno per la prima squadra e uno per le squadre giovanili.[5]

### Aree parcheggio
Il centro dispone di parcheggi situati ai bordi della strada adiacente, parcheggi antistanti alla sede del centro bolognese dell'Isokinetic e molti parcheggi interni riservati a giocatori e membri del club.

## Utilizzo
Nel Centro tecnico Niccolò Galli ha sede il Bologna Football Club 1909.
La struttura ospita gli allenamenti della prima squadra e del settore giovanile del Bologna.
Nel centro sportivo disputano anche gli incontri casalinghi ufficiali le formazioni Primavera e U13 del club rossoblù. Tutte le altre formazioni giovanili giocano nel Centro sportivo Amedeo Biavati di Bologna.